# Joeropsis acoloris
Joeropsis acoloris is een pissebed uit de familie Joeropsididae. De wetenschappelijke naam van de soort is voor het eerst geldig gepubliceerd in 2003 door Kensley.